# Tournoi de clôture du championnat du Salvador de football 2004
Navigation
Saison précédente Saison suivante
Le Tournoi Clausura 2004 est le douzième tournoi saisonnier disputé au Salvador.
C'est cependant la 59e fois que le titre de champion du Salvador est remis en jeu.
Lors de ce tournoi, le Club Deportivo FAS a tenté de conserver son titre de champion du Salvador face aux neuf meilleurs clubs salvadoriens.
Chacun des dix clubs participant était confronté deux fois aux neuf autres équipes. Puis les quatre meilleurs se sont affrontés lors d'une phase finale à la fin du tournoi.
Seulement une place était qualificative pour la Copa Interclubes UNCAF.

## Les 10 clubs participants
| \| CD Águila Alianza FC San Salvador FC CD Arcense CD Atlético Balboa CD Chalatenango Club Deportivo FAS AD Isidro-Metapan CD Municipal Limeño CD Luis Ángel Firpo Alianza FC San Salvador FC \| Localisation des clubs. |
| CD Águila Alianza FC San Salvador FC CD Arcense CD Atlético Balboa CD Chalatenango Club Deportivo FAS AD Isidro-Metapan CD Municipal Limeño CD Luis Ángel Firpo Alianza FC San Salvador FC                               |

| Club                | Stade                        | Capacité          | Ville              |
| CD Águila           | Stade Juan Francisco Barraza | 10 000            | San Miguel         |
| Alianza FC          | Stade Cuscatlán              | 45 925            | San Salvador       |
| CD Arcense          | Stade Wismar                 | Capicité inconnue | Ciudad Arce        |
| CD Atlético Balboa  | Stade Marcelino Imbers       | 4 000             | La Unión           |
| CD Chalatenango     | Stade José Gregorio Martínez | 15 000            | Chalatenango       |
| Club Deportivo FAS  | Stade Oscar Quiteño          | 15 000            | Santa Ana          |
| AD Isidro-Metapan   | Stade Jorge Calero Suárez    | 8 000             | Metapán            |
| CD Municipal Limeño | Stade Jose Ramon Flores      | 5 000             | Santa Rosa de Lima |
| CD Luis Ángel Firpo | Stade Sergio Torres          | 5 000             | Usulután           |
| San Salvador FC     | Stade Cuscatlán              | 45 925            | San Salvador       |

## Compétition
Le tournoi Clausura se déroule de la même façon que le tournoi saisonnier précédent, en deux phases :
- La phase de qualification : les dix-huit journées de championnat.
- La phase finale : les matchs aller-retour allant des demi-finales à la finale.

### Phase de qualification
Lors de la phase de qualification les dix équipes affrontent à deux reprises les neuf autres équipes selon un calendrier tiré aléatoirement.
Les quatre meilleures équipes sont qualifiées pour les demi-finales.
Le classement est établi sur le barème de points classique (victoire à 3 points, match nul à 1, défaite à 0).
Le départage final se fait selon les critères suivants :
- Le nombre de points.
- La différence de buts générale.
- Le nombre de buts marqué.

#### Classement
| Rang | Équipe                 | Pts | J  | G | N | P  | Bp | Bc | Diff |
| ---- | ---------------------- | --- | -- | - | - | -- | -- | -- | ---- |
| 1    | Club Deportivo FAS (T) | 35  | 18 | 9 | 8 | 1  | 34 | 16 | +18  |
| 2    | CD Luis Ángel Firpo    | 31  | 18 | 9 | 4 | 5  | 27 | 19 | +8   |
| 3    | Alianza FC             | 29  | 18 | 8 | 5 | 5  | 31 | 21 | +10  |
| 4    | CD Águila              | 28  | 18 | 8 | 4 | 6  | 27 | 30 | -3   |
| 5    | CD Atlético Balboa     | 26  | 18 | 8 | 2 | 8  | 32 | 27 | +5   |
| 6    | AD Isidro-Metapan      | 24  | 18 | 6 | 6 | 6  | 20 | 25 | -5   |
| 7    | CD Municipal Limeño    | 21  | 18 | 5 | 6 | 7  | 17 | 19 | -2   |
| 8    | CD Chalatenango (P)    | 21  | 18 | 4 | 9 | 5  | 20 | 23 | -3   |
| 9    | CD Arcense             | 18  | 18 | 4 | 6 | 8  | 16 | 23 | -7   |
| 10   | San Salvador FC        | 10  | 18 | 2 | 4 | 12 | 18 | 39 | -21  |

| Légende : Qualifications et relégations | Légende : Qualifications et relégations                  |
| --------------------------------------- | -------------------------------------------------------- |
|                                         | Qualifié pour les demi-finales                           |
|                                         | (T) : Tenant du titre (P) : Promu de la saison 2002-2003 |

#### Matchs
| Résultats (▼dom., ►ext.)                                   | Agu | Ali | Arc | Bal | Cha | FAS | Lui | Isi | Lim | San |
| CD Águila                                                  |     | 3-2 | 2-1 | 3-2 | 1-3 | 1-7 | 2-0 | 3-0 | 1-0 | 4-4 |
| Alianza FC                                                 | 4-1 |     | 3-1 | 1-3 | 3-0 | 2-2 | 4-2 | 0-0 | 1-0 | 3-2 |
| CD Arcense                                                 | 0-0 | 1-0 |     | 1-1 | 0-0 | 0-0 | 0-0 | 2-1 | 1-3 | 4-1 |
| CD Atlético Balboa                                         | 1-0 | 0-1 | 2-0 |     | 4-1 | 2-2 | 3-0 | 6-2 | 2-1 | 2-0 |
| CD Chalatenango                                            | 2-2 | 1-0 | 3-1 | 1-0 |     | 1-2 | 0-0 | 1-1 | 0-0 | 2-3 |
| Club Deportivo FAS                                         | 0-1 | 1-1 | 5-1 | 3-2 | 2-2 |     | 0-0 | 0-0 | 1-0 | 2-0 |
| CD Luis Ángel Firpo                                        | 1-0 | 2-1 | 1-0 | 5-1 | 3-2 | 0-1 |     | 4-0 | 0-1 | 2-1 |
| AD Isidro-Metapan                                          | 2-0 | 1-1 | 1-0 | 2-0 | 1-1 | 1-1 | 1-2 |     | 2-1 | 1-0 |
| CD Municipal Limeño                                        | 0-2 | 1-1 | 0-0 | 2-0 | 0-0 | 1-3 | 2-2 | 2-1 |     | 2-1 |
| San Salvador FC                                            | 1-1 | 0-3 | 0-3 | 2-1 | 0-0 | 1-2 | 0-3 | 1-3 | 1-1 |     |
| - Victoire à domicile - Match nul - Victoire à l'extérieur |     |     |     |     |     |     |     |     |     |     |

### Classement cumulatif
| Rang | Équipe                 | Pts | J  | G  | N  | P  | Bp | Bc | Diff |
| ---- | ---------------------- | --- | -- | -- | -- | -- | -- | -- | ---- |
| 1    | Club Deportivo FAS (C) | 71  | 36 | 19 | 14 | 3  | 61 | 29 | +32  |
| 2    | CD Luis Ángel Firpo    | 59  | 36 | 16 | 11 | 9  | 52 | 37 | +15  |
| 3    | CD Águila              | 59  | 36 | 17 | 8  | 11 | 65 | 56 | +9   |
| 4    | Alianza FC (C)         | 57  | 36 | 16 | 9  | 11 | 57 | 45 | +12  |
| 5    | AD Isidro-Metapan      | 45  | 36 | 10 | 15 | 11 | 40 | 48 | -8   |
| 6    | CD Municipal Limeño    | 41  | 36 | 10 | 11 | 15 | 44 | 48 | -4   |
| 7    | CD Atlético Balboa     | 41  | 36 | 12 | 5  | 19 | 47 | 58 | -11  |
| 8    | San Salvador FC        | 38  | 36 | 10 | 8  | 18 | 49 | 66 | -17  |
| 9    | CD Chalatenango (P)    | 38  | 36 | 8  | 14 | 14 | 33 | 45 | -12  |
| 10   | CD Arcense             | 35  | 36 | 6  | 17 | 13 | 39 | 55 | -16  |

| Légende : Qualifications et relégations | Légende : Qualifications et relégations                                              |
| --------------------------------------- | ------------------------------------------------------------------------------------ |
|                                         | Copa Interclubes UNCAF 2004 (en) (1er Tour)                                          |
|                                         | Qualifié pour le barrage de relégation en Segunda División                           |
|                                         | Relégué en Segunda División                                                          |
|                                         | (C) : Vainqueur d'un des deux tournois de l'année (P) : Promu de la saison 2002-2003 |

### Barrage de relégation
| Club            | Aller | Retour | Club       | Commentaire |
| CD Chalatenango | 2-2   | 0-1    | Once Lobos |             |

### La phase finale
Les quatre équipes qualifiées sont réparties dans le tableau final d'après leur classement général.
En cas d'égalité sur la somme des deux matchs ou lors de la finale, des prolongations puis une séance de tirs au but ont lieu. 

#### Tableau
|  | 1/2 finale          | 1/2 finale          | 1/2 finale | 1/2 finale | 1/2 finale | 1/2 finale         |                    |     | Finale | Finale | Finale | Finale | Finale |  |
|  |                     |                     |            |            |            |                    |                    |     |        |        |        |        |        |  |
|  |                     |                     |            |            |            |                    |                    |     |        |        |        |        |        |  |
|  |                     |                     |            |            |            |                    |                    |     |        |        |        |        |        |  |
|  | Club Deportivo FAS  | Club Deportivo FAS  | (1)        | 3          | 4          |                    |                    |     |        |        |        |        |        |  |
|  | Club Deportivo FAS  | Club Deportivo FAS  | (1)        | 3          | 4          |                    |                    |     |        |        |        |        |        |  |
|  | CD Águila           | CD Águila           | (4)        | 2          | 1          |                    |                    |     |        |        |        |        |        |  |
|  | CD Águila           | CD Águila           | (4)        | 2          | 1          | Club Deportivo FAS | Club Deportivo FAS | (1) | 0      | 1(2)   |        |        |        |  |
|  |                     |                     |            |            |            |                    | Club Deportivo FAS | (1) | 0      | 1(2)   |        |        |        |  |
|  |                     | Alianza FC          | Alianza FC | (3)        | 0          | 1(3)               |                    |     |        |        |        |        |        |  |
|  | CD Luis Ángel Firpo | CD Luis Ángel Firpo | Alianza FC | (3)        | 0          | 1(3)               | (2)                | 1   | 2      |        |        |        |        |  |
|  | CD Luis Ángel Firpo | CD Luis Ángel Firpo |            |            |            |                    | (2)                | 1   | 2      |        |        |        |        |  |
|  | Alianza FC          | Alianza FC          | (3)        | 1          | 3          |                    |                    |     |        |        |        |        |        |  |
|  | Alianza FC          | Alianza FC          | (3)        | 1          | 3          |                    |                    |     |        |        |        |        |        |  |

#### Demi-finales
| Club                | Aller | Retour | Club       | Commentaire |
| Club Deportivo FAS  | 3-2   | 4-1    | CD Águila  |             |
| CD Luis Ángel Firpo | 1-1   | 2-3    | Alianza FC |             |

#### Finale
| 6 juin 2004                                | Club Deportivo FAS | 1:1 (a.p.)                                  | Alianza FC     | Stade inconnu |  |
|                                            | Velásquez 110e     | (0:0)                                       | Espíndola 115e |               |  |
| Reyes · Góchez · Umaña · González · Murgas | Tirs au but 2:3    | García · Navarro · Erazo · Montes · Curbelo |                |               |  |

## Bilan du tournoi
| Tableau d'Honneur     |            |
| Compétition           | Vainqueur  |
| Tournoi Clausura 2004 | Alianza FC |

| Qualifications continentales 2004-2005 |            |
| Copa Interclubes UNCAF                 | Qualifiés  |
| Premier tour (en)                      | Alianza FC |

| Promotions et relégations   |                            |
| Relégué en Segunda División | CD Arcense CD Chalatenango |
| Promu de Segunda División   | Once Lobos Once Municipal  |